# Deutsches Stadion (Berlijn)
Het Deutsches Stadion was een voetbalstadion uit de Duitse hoofdstad Berlijn. Naast de officiële benaming stond het stadion ook bekend onder de naam Grunewaldstadion, naar het nabijgelegen bos. 
Het stadion werd op 8 juni 1913 officieel ingehuldigd, dit viel samen met het 25-jarig troonjubileum van keizer Wilhelm II. Otto March was de architect van het bouwwerk, hij overleed tijdens de optrekking van het stadion dat in 200 dagen gebouwd werd. Het stadion werd gebouwd als centrale sporttempel voor de Olympische Spelen van 1916. Echter vonden de Spelen niet plaats door het uitbreken van de Eerste Wereldoorlog. In 1934 werd het stadion afgebroken om plaats te maken voor het nieuwe Olympiastadion dat gebouwd werd voor de Spelen van 1936 die wel in Berlijn zouden plaatsvinden.